# Ichneumoninae
Ichneumoninae (лат.) — подсемейство паразитических наездников семейства Ichneumonidae из отряда перепончатокрылые. Это второе по численности подсемейство в семействе Ichneumonidae, насчитывает более 400 родов и около 4300 видов.

## Описание
Размеры средние и крупные. Как правило, ярко окрашены. Встречаются повсеместно. На стадии личинки — паразиты гусениц чешуекрылых.

## Систематика
Мировая фауна включает около 430 родов и около 4300 видов, в Палеарктике — 153 рода и около 1670 видов. Фауна России включает 109 родов и около 550 видов наездников-ихневмонид этого подсемейства.
Ichneumoninae включены в кладу Ichneumoniformes, включающую подсемейства Adelognathinae, Agriotypinae, Ateleutinae, Brachycyrtinae, Claseinae, Cryptinae (= Gelinae, Hemitelinae, Phygadeuontinae), Eucerotinae, Ichneumoninae (включая Alomyinae), Labeninae, Microleptinae и Pedunculinae. Без учёта Alomyinae (Quicke et al., 2009) в составе Ichneumoninae традиционно выделяли 15 триб: Ceratojoppini, Clypeodromini, Compsophorini, Ctenocalini, Eurylabini, Goedartiini, Heresiarchini, Ichneumonini, Ischnojoppini, Joppocryptini, Listrodromini, Oedicephalini, Phaeogenini, Platylabini и Zimmeriini. В 2021 году большинство из них синонимизировали под именем Ichneumonini (= Ceratojoppini, Clypeodromini, Compsophorini, Ctenocalini, Goedartiini, Heresiarchini, Ischnojoppini, Joppocryptini, Listrodromini и Oedicephalini; всего 333 рода), оставив трибы Phaeogenini (47 родов), Platylabini (36), выделив Notosemini (1, Notosemus), Eurylabini (1, Eurylabus), Abzariini (1, Abzaria), и включив Alomyini (для Alomya и Megalomya).
Некоторые роды:
- Alomya Panzer, 1806
- Amblyjoppa Cameron, 1902
- Amblyteles Wesmael, 1844
- Anisobas Wesmael, 1844
- Anisopygus Kriechbaumer, 1888
- Aoplus Tischbein, 1874
- Apaeleticus Wesmael, 1844
- Barichneumon Thomson, 1893
- Capitojoppa Claridge, Sääksjärvi et Kaunisto, 2023
- Cratichneumon Thomson, 1893
- Eurylabus Wesmael, 1844
- Goedartia Boie, 1841
- Heresiarches Wesmael, 1859
- Heterischnus Wesmael, 1859
- Hoplismenus Gravenhorst, 1829
- Ichneumon Linnaeus, 1758
- Phaeogenes Wesmael, 1844
- Platylabus Wesmael, 1844
- Pseudoplatylabus Smits van Burgst, 1920
- Trogus Panzer, 1806